# Город Ленина (планёр)
«Город Ленина» — лёгкий планёр-паритель О. К. Антонова, 1930 года выпуска.

## История
Исходные данные рекордного планёра-парителя «Город Ленина» были определены в результате тщательного расчётного исследования по влиянию размаха и удлинения крыла, веса и вредного сопротивления на основные лётных данных. Одновременно были выполнены расчеты, позволившие определить оптимальную силовую схему крыла и планёра в целом. Этот планёр, представленный в 1930 году на VII Всесоюзном планерном слете, был назван «новым словом советского планеризма». Именно планёр «Город Ленина» дал начало целой серии планеров аналогичного типа — «ДиП» («Догнать и Перегнать») и «Шесть условий», аэродинамическое качество которых не уступало заграничным. Планёр «Город Ленина» показал лучшее для того времени среди отечественных планеров максимальное аэродинамическое качество. 
Утверждён к полёту решением председателя технического совета С. В. Ильюшина. Первый полёт выполнил лётчик-испытатель А. К. Иоост.

## Технические характеристики
- Длина, м: 6,95
- Размах крыла, м: 19,8
- Площадь крыла, м{\displaystyle ^{2}}: 18,2
- Удельная нагрузка, кг/м{\displaystyle ^{2}}: 17
- Удлинение: 21,5
- Профиль крыла: Прандтль-549
- Масса, кг: 230.